# Opactwo Cystersów w Kazimierzu
Opactwo Cystersów w Kazimierzu – dawne zgromadzenie zakonne cystersów w Kazimierzu koło Prudnika, istniejące od 1198 do 1810 roku.

## Historia
Książę Jarosław opolski sprowadził do wsi, wówczas noszącej nazwę Jarosław, cystersów z Pforty w Saksonii przed 1198. Po jego śmierci, cystersi z Pforty przekazali ten obszar cystersom z Lubiąża. W dokumencie papieża z 1201 wspomniani zostali cystersi z Lubiąża, którzy jako spadkobiercy klasztoru w Pforcie „posiadają wieś Jarosław ze wszystkimi pożytkami”. Od 1213 wieś nosiła nazwę Kazimierz – na cześć księcia Kazimierza opolskiego. Miejscowy kościół parafialny pod wezwaniem Najświętszej Marii Panny wzmiankowany był po raz pierwszy w 1223.
Książę Kazimierz w 1226 nadał kościół w Kazimierzu ze wszystkimi przyległościami cystersom z opactwa z Lubiąża. Mieszko II w 1244 uwolnił poddanych klasztoru w Kazimierzu od prawa i sądownictwa książęcego.
Cystersi rozwinęli kolonizację w okolicy Kazimierza. Założyli m.in. wsie: Grudynia, Kózki, Wróblin, Ciesznów, Naczęsławice, Twardawa, Zwiastowice, Urbanowice, Kierpień i Brożec. Od XIII wieku do probostwa Kazimierz należał również majątek Biernatów, przy którym w XVI wieku powstała wieś o tej samej nazwie. Cystersi z Kazimierza i joannici z Grobnik otrzymali w 1318 zgodę od księcia Bolesława niemodlińskiego i mistrza joannitów na pociągnięcie rowów między Lisięcicami i terenem kazimierskiego probostwa w celu zabezpieczenia granicy. W XIV wieku wdowa po rycerzu Gerku sprzedała cystersom wieś Tomice. Probostwo cystersów w Kazimierzu podlegało biskupowi wrocławskiemu.
W marcu 1428 probostwo Kazimierz opanowali husyci. W latach 1540–1625 probostwo cystersów w Kazimierzu było w rękach protestantów. W 1572 na miejscowego pastora został ordynowany Michael Breuer z Prudnika.
Probostwo cystersów w Kazimierzu zostało sekularyzowane w 1810. Majątek Kazimierz i dwory w Damasku, Tomicach, Langendorfie i Biernatowie przeszły w świeckie ręce. W 1813 zakupił je Friedrich Wilhelm von Prittwitz.